# Progrestar
Progrestar — компания, специализирующаяся на разработке онлайн-игр для социальных сетей. В игры компании в сетях ВКонтакте, Мой Мир и Одноклассники играет 16,7 млн чел. (данные на июнь 2010).

## История компании
Датой основания компания считается дата её официальной регистрации — август 2009 года.
Однако разработка социальных приложений, осуществляемая основным составом команды, начиналась задолго до этого. В апреле 2008 года одним из первых приложений, запущенных в социальной сети ВКонтакте после открытия API для разработчиков, стал проект «ФлиртоМания». Приложение стало самым посещаемым в сети ВКонтакте — 1,3 млн пользователей за первые полгода. Также в апреле 2008 года были запущены социальные сервисы «Wishlo» и «Рынок». А в мае 2008 года — «Фабрика друзей», которое тоже установило свой рекорд — количество пользователей приложения выросло до 2 млн чел. за неделю после запуска .
В конце 2008 года компания Progrestar начинает развивать параллельное бизнес-направление, заключая договора на издательство сторонних разработок. Так в декабре 2008 года компания осуществляет локализацию и запуск игры «Лемоново». Также по издательской схеме успешно выходят приложения «Ресторатор», «Фазенда» и «Галаварс» (июнь, август, декабрь 2009 года соответственно). Однако компания продолжала активно работать и над созданием приложений собственной разработки. Так в июне 2009 года выходят игры «Разори Букмекера» и «Superstar». В течение дня после запуска игры «SuperStar» было зарегистрировано 1,2 млн пользователей. В августе 2009 года вышла игра «Superstar 2».
В 2010 году компания Progrestar принимает решение об окончании работы по издательской модели и переводит все свои производственные мощности исключительно на собственную разработку. Так в марте 2010 года осуществляется запуск игр «Mybets» и «Тепляндия». А в апреле 2010 года — игры «Лилипутия». 2010 год становится для компании годом системных и технологических разработок, результатом которых становится модульная платформа по разработки социальных приложений, позволяющая увеличить производство игр в 2 раза.
Первой игрой, разработанной на этой платформе становится игра «Копай». В августе 2010 года компания Progrestar впервые выпустила многоязычную игру «Копай» на Facebook на 4 языках, доступную для пользователей говорящих на русском, английском, испанском и турецком языках. На площадках российских социальных сетей игра также установила рекорды: более 5200 пользователей в течение часа после запуска в сети Одноклассники, в сети ВКонтакте игра заняла первое место в рейтинге по скорости роста за 2 дня после запуска и набрала более 100 000 пользователей. За две недели после запуска игра «Копай» набрала более 1 млн пользователей в трёх сетях. По данным на сентябрь 2010 года, игра насчитывает более 3,5 млн пользователей . Также игра «Копай» игра заняла 8 место в рейтинге Facebook по росту за неделю среди новичков .
Компания Progrestar первым из российских разработчиков внедрила платёжную систему Facebook credits .
В феврале 2011 года корпоративный микроблог компании Progrestar признан лучшим на премии Блог Рунета 2011 
На счету компании более 15 реализованных проектов, востребованных пользователями популярных социальных сетей (ВКонтакте, Мой Мир, Одноклассники, Facebook). По данным на декабрь 2010, штат компании насчитывает 50 человек.

## Игры и приложения
- 2008 — «ФлиртоМания».
- 2008 — «Wishlo».
- 2008 — «Рынок».
- 2008 — «Фабрика друзей».
- 2009 — «Разори Букмекера».
- 2009 — «Superstar».
- 2009 — «Superstar 2».
- 2010 — «Mybets».
- 2010 — «Тепляндия».
- 2010 — «Лилипутия».
- 2010 — «Копай».
- 2010 — «Клиника».
- 2011 — «Войнушка».
- 2012 — «Город Мертвых».
- 2013 — «Битва за Трон»

### Локализации
- 2008 — «Лемоново».
- 2009—2010 — «Ресторатор».
- 2009—2010 — «Фазенда».
- 2009—2010 — «Галаварс».

## Награды
- 2011 — премия «Блог Рунета-2011». Микроблог компании в твиттере победил в номинации «Лучший корпоративный микроблог»[7].

### Публикации о компании
- Николаева З. Андрей Фадеев: «Бум социальных игр прошел» // «Вебпланета», 21 февраля 2011.
- Эфендиева М. «Мы можем делать игры не хуже, чем китайцы» // «Business FM», 3 октября 2010.